# Regina Jacobs
Regina Jacobs, ameriška atletinja, * 28. avgust 1963, Los Angeles, ZDA.
Nastopila je na olimpijskih igrah v letih 1988, 1992 in 1996, ko je dosegla deseto mesto v teku na 1500 m. Na svetovnih prvenstvih je v letih 1997 in 1999 osvojila srebrni medalji v isti disciplini, na svetovnih dvoranskih prvenstvih pa naslova prvakinje v teku na 1500 m v letih 1995 in 2003 ter bronasto medaljo v teku na 3000 m leta 1999.